# Женщина с мандолиной (картина Брака, музей Тиссен-Борнемиса)
«Женщина с мандолиной» (фр. Femme à la mandoline) — картина французского художника Жоржа Брака, написанная в 1910 году. Картина находится в Музее Тиссен-Борнемиса в Мадриде.

## Описание
Картина «Женщина с мандолиной» была написана Жоржем Браком весной 1910 года и относится к первому кубистическому периоду его творчества, определяемому как аналитический. Под влиянием Камиля Коро, у которого он научился, включая композицию музыкальный инструмент, превращать живую модель в неподвижный объект, художник возвращается к изображению человеческой фигуры после двух лет, целиком отданных пейзажам и натюрмортам.
Фон и фигура соединяются в конструкцию из вертикальных и горизонтальных линий на сплошной пространственной плоскости, образованной мелкими связанными друг с другом планами. Цветовая гамма сводится к нескольким охряным, серым и коричневым оттенкам, которая в сочетании с техникой расчленения и пространства холста и лёгкой светящейся фактурой письма, однако, позволяют художнику создать многочисленные живописные эффекты.
В Новой пинакотеке в Мюнхене хранится другой вариант этой картины Брака с тем же названием (полотно не экспонируется).